# Pokorny
Pokorny oder Pokorný (tschechisch für ‚demütig‘) ist ein tschechischer Familienname. Die weibliche Form ist Pokorná.

## Namensträger
- Adalbert Pokorný (1841–1919), österreichischer Generalmajor
- Adolf Pokorny (1895–??), deutscher Dermatologe
- Alois Pokorny (Theaterdirektor) (1825–1883), österreichischer Theaterdirektor und Regisseur
- Alois Pokorny (Biologe) (1826–1886), österreichischer Botaniker und Lehrer
- Alois von Pokorny (Vizeadmiral) (1826–1898), österreichischer Vizeadmiral
- Alois Pokorny (Feldmarschalleutnant, 1832) (1832–1889), österreichischer Feldmarschallleutnant
- Alois Pokorny (Feldmarschalleutnant, 1861) (1861–1936), österreichischer Feldmarschallleutnant
- Alois Pokorny von Fürstenschild (1811–1876), österreichischer Feldzeugmeister
- Andreas Pokorny (* 1968), deutscher Eishockeyspieler
- Andreas Mailath-Pokorny (* 1959), österreichischer Politiker (SPÖ)
- Bedřich Pokorný (1904–1968), tschechoslowakischer Geheimdienstoffizier
- Bruno Pokorny (1901–1978), Südtiroler Pädagoge
- Erwin Pokorny (1920–1973), österreichischer Politiker (ÖVP)
- Eugeniusz Pokorny (1935–2022), polnischer Radrennfahrer
- Eyk Pokorny (* 1969), deutscher Radrennfahrer und Trainer
- Felix Pokorny (1801–1878), deutscher Maler, siehe Felix Bockhorni
- Franciszek Pokorny (1891–1966), polnischer Offizier und Kryptoanalytiker
- František Pokorný (Schauspieler) (1833–1893), tschechischer Schauspieler und Regisseur
- František Pokorný (Sportschütze) (1905–??), tschechischer Sportschütze
- František Xaver Pokorný (1729–1794), böhmischer Komponist
- Franz Pokorny (Theaterdirektor) (1797–1850), österreichischer Theaterdirektor
- Franz Pokorny von Wienfried (1850–1925), österreichischer Generalmajor
- Franz Pokorny (Politiker) (1874–1923), deutscher Politiker (SPD)
- Hans Pokorny (1860–1937), tschechischer Sänger (Bariton)
- Hermann Edler von Pokorny († 1873), österreichischer General der Kavallerie
- Hermann Pokorny (1882–1960), österreichisch-ungarischer Generaloberst und Kryptoanalytiker
- Ivan Pokorný (* 1952), tschechischer Schauspieler
- Jakob Pokorny (* 2008), österreichischer Fußballspieler
- Jan-Hans Pokorny (* 1966), deutscher Eishockeyspieler
- Jiří Pokorný (Eiskunstläufer) (* 1953), tschechoslowakischer Eiskunstläufer
- Jiří Pokorný (Radsportler) (* 1956), tschechoslowakischer Radsportler
- Joachim Pokorny (1921–2003), deutscher Maschinenbauingenieur und Hochschullehrer
- Johann Pokorny (Pseudonym Hans Weber-Lutkow; 1861–1931), österreichischer Jurist, Schriftsteller und Gutsbesitzer
- Josef Pokorny (1829–1905), österreichischer Bildhauer
- József Pokorny (1882–1955), ungarischer Fußballspieler
- Joseph Peter Pokorny (1832–1905), deutscher Glasmaler, siehe Joseph Peter Bockhorni
- Julius Pokorny (1887–1970), austro-tschechischer Linguist und Keltologe
- Karl Edler von Pokorny (1841–1904), österreichischer Feldmarschallleutnant
- Karl Pokorny (1850–nach 1905), österreichischer Generalmajor
- Lauren Pokorny, eigentlicher Name von Porsche Lynn (* 1962), US-amerikanische Pornodarstellerin
- Lukáš Pokorný (* 1993), tschechischer Fußballspieler
- Lukáš Pokorný (Tennisspieler) (* 2002), slowakischer Tennisspieler
- Lukas K. Pokorny (* 1980), österreichischer Religionswissenschaftler
- Maria Pokorny (1888–1966), österreichische Politikerin (SPÖ)
- Miloš Pokorný (* 1974), tschechischer Squashspieler
- Otto Pokorny (1840–1893), deutscher Politiker
- Peter Pokorny (* 1940), österreichischer Tennisspieler
- Peter Pokorný (* 2001), slowakischer Fußballspieler
- Petr Pokorný (1933–2020), tschechischer Theologe
- Renate Pokorny, Geburtsname von Renate Schmidt (* 1943), deutsche Politikerin (SPD)
- Richard Raphael Pokorny (1894–1978), österreichisch-israelischer Graphologe
- Rudolf Pokorny (1950–2024), deutscher Historiker
- Rudolf Pokorny (Politiker) (1862–1912), österreichischer Politiker und Metallarbeiter
- Sonja Kato-Mailath-Pokorny (* 1972), österreichische Politikerin (SPÖ)
- Stefan Pokorny (Footballtrainer), österreichischer American-Football-Spieler und -Trainer
- Stefan Pokorny (Karateka) (* 1991), österreichischer Karateka
- Tatjana Pokorny (* 1976), deutsche Schauspielerin, Synchronsprecherin und Theaterregisseurin
- Thomas Pokorný (* 1965), deutsch-tschechischer Eishockeyspieler
- Viktor Ritter von Pokorny (1843–1908), österreichischer Feldmarschalleutnant
- Vladimír Pokorný (1922–1989), tschechoslowakischer Paläontologe
- Vojtech Pokorny (* 1979), tschechischer Kameramann
- Werner Pokorny (1949–2022), deutscher Bildhauer
- Yvonne Pokorny, österreichische Eiskunstläuferin